# Tridactyle laurentii
Tridactyle laurentii är en orkidéart som först beskrevs av De Wild., och fick sitt nu gällande namn av Rudolf Schlechter. Tridactyle laurentii ingår i släktet Tridactyle och familjen orkidéer.

## Underarter
Arten delas in i följande underarter:
- T. l. kabareensis
- T. l. laurentii